# Bag-in-box

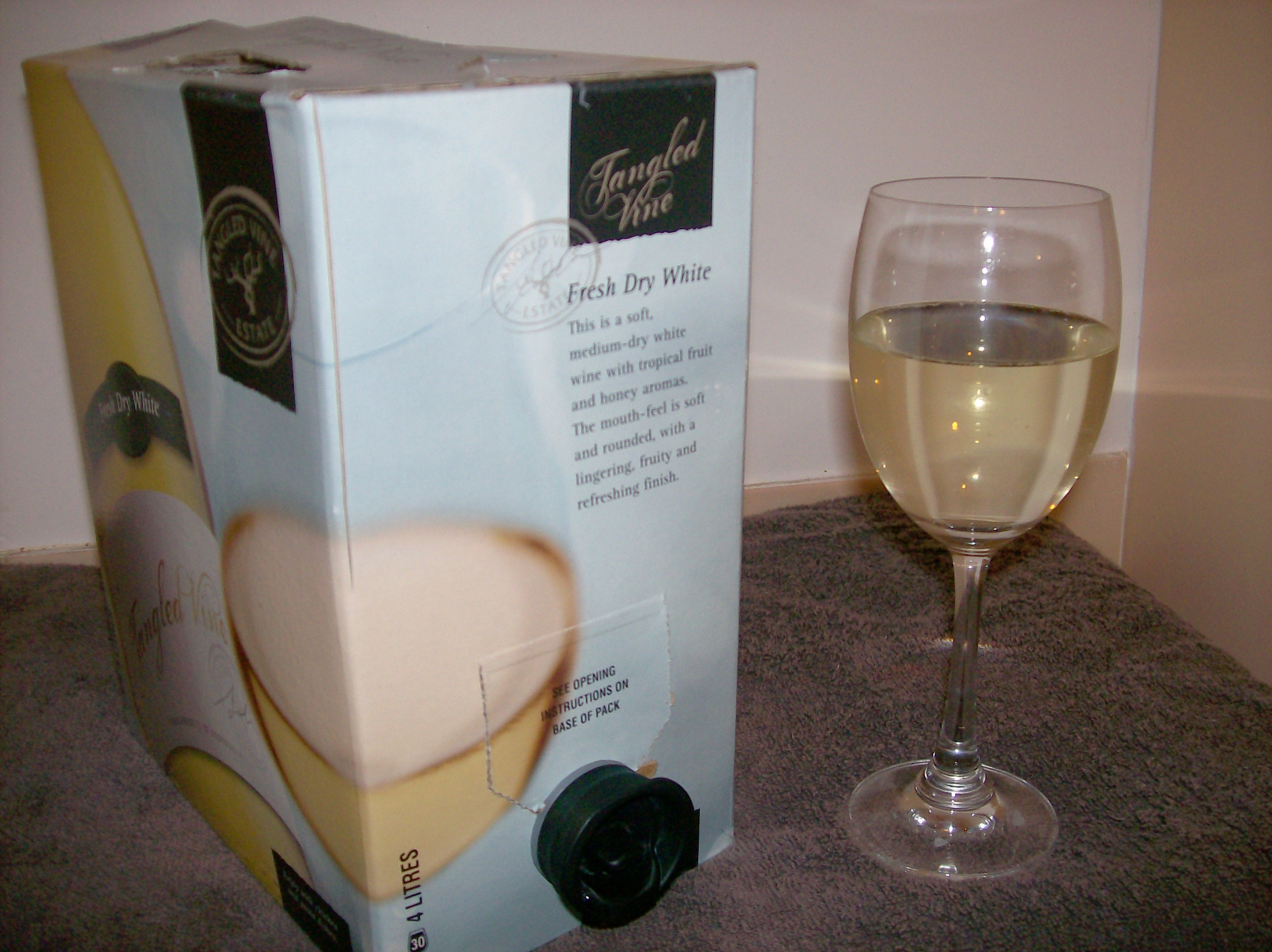
En 4 liters bag-in-box med vitt vin.

Bag-in-box (BIB) kallas en förpackningsform bestående av en yttre, icke-tät kartong (konstruerad för att stå på högkant) och en inre, tät plastpåse för förvaring av vätska. Plastpåsen är försedd med någon form av kran och ventil, och kartongen har typiskt ett förperforerat hål genom vilket kranen skall kunna dras ut.
Kartongen tjänar tre syften: dess rätblocksform underlättar logistiken, kartongens yta är tacksam att trycka produktinformation på och den ram kartongen utgör håller påsen upprätt så det uppstår ett tryck mot ventilen. Påsen har två fördelar, främst kan den sjunka ihop allteftersom innehållet tappas ur (så ingen luft behöver strömma in för att bibehålla normaltryck) men den är även mycket lättare än den tjockare plastkonstruktion som skulle krävas för att uppnå rigiditet.
Tack vare dess positiva egenskaper kan juice, must och saft m.m. som är pastöriserad förvaras i upp till 12 månader samt att öppnad förpackning kan förvaras i upp till två månader i kylskåp med rätt förutsättningar.
Ursprungligen utvecklades bag-in-boxen på 1950-talet i USA som en förpackning för batterisyra.
Lådvinet (Bag in Box) introducerades i Sverige av Per Gerdbo, Produktchef för Ljungdahls. Per Gerdbo fick idén efter en vinmässa i Frankrike runt mitten av 1970-talet. Förarbetet som pågick under en stor del av hans yrkesliv möttes av mycket skepsis av bland annat Systembolaget. Men Per Gerdbo, med Sture Ljungdahl i ryggen, gav sig inte. Trots motstånd introducerades den folkälskade boxen år 1996.
Det vanligaste användningsområdet för bag-in-box är vin (så kallat lådvin) i de lägre prisklasserna, men även spritdrycker i bottensegmentet säljs på bag-in-box.